# 1441 Бояї
1441 Боя́ї (1441 Bolyai) — астероїд головного поясу, відкритий 26 листопада 1937 року.
Тіссеранів параметр щодо Юпітера — 3,318.